# Artefacto

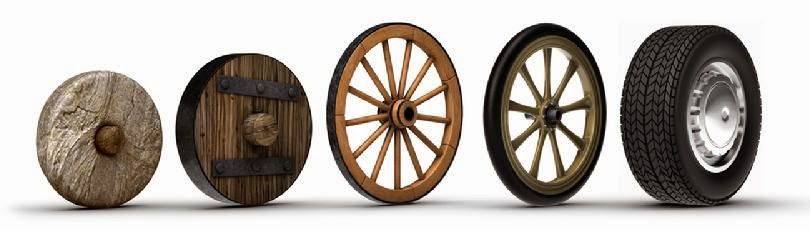
Innovación de la rueda a lo largo del tiempo.

Se entiende  por artefacto cualquier objeto fabricado con cierta técnica para desempeñar alguna función específica. Los artefactos son los componentes elementales en una cultura material.
Son ejemplos de artefacto tanto vasijas de barro como vehículos, maquinaria industrial y otros objetos. Por esto, los artefactos no están restringidos al mundo contemporáneo ni al desarrollo de la tecnología.
Se usa vulgarmente como sinónimo de aparato y de máquina aunque técnicamente son conceptos muy distintos:  Los artefactos son producto de sistemas de necesidades sociales y culturales (también llamados intencionales aunque dicha expresión ha entrado en desuso), y se les emplea generalmente para extender los límites materiales del cuerpo. En este sentido, todo aparato es un artefacto, pero no todo artefacto es necesariamente un aparato. Muchos objetos que no son máquinas también son artefactos, por ejemplo vasos, mesas, ventanas, fotografías, puertas, etc.